# Horacio Accavallo
Horacio Enrique Accavallo, soprannominato "Roquiño" (Buenos Aires, 14 ottobre 1934 – 13 settembre 2022), è stato un pugile argentino, Campione mondiale WBA e WBC dei pesi mosca e grande rivale di Salvatore Burruni.

## Biografia
Figlio di padre italiano, originario di Pietrapertosa, crebbe con i suoi quattro fratelli nel quartiere di Parque Patricios, aiutando il padre a raccogliere il cartone a La Quema (magazzino di immondizia dalla città), e a venderlo per sopravvivere. Lavorò, tra l'altro, come lustrascarpe, artista del trapezio e portabottiglie. Nonostante le difficoltà riuscì a emergere da quella difficile situazione e a imporsi come un grande campione del pugilato. 

### Carriera
Cominciò a praticare la boxe a otto anni. Diventò professionista nel 1956, a ventidue. Dopo 22 incontri tutti vinti con due soli pareggi, si trasferì in Sardegna. A questo punto, la sua carriera si incrociò con quella di Salvatore Burruni. Il 12 ottobre 1958, allo Stadio Amsicora di Cagliari, Accavallo costrinse il pugile sardo alla resa, ai punti in otto riprese. Nella rivincita, tuttavia, allestita a Sassari, il 1º agosto 1959, fu Burruni a prevalere, sempre ai punti ma in dieci riprese, infliggendo all'italo-argentino la sua prima sconfitta in carriera. Successivamente, Accavallo combatté principalmente in Argentina, dove era rientrato, carico di onori. Il 7 agosto 1965, Burruni, divenuto Campione del Mondo, accettò di combattere, senza titolo in palio, nella tana del suo antico rivale, al Luna Park di Buenos Aires.  L'algherese fu sconfitto ai punti in dieci riprese.
A questo punto la WBA e la WBC imposero a Burruni di mettere in palio il titolo contro il giapponese Hiroyuki Ebihara, ex Campione del Mondo e considerato il n. 1 degli sfidanti. L'italiano rifiutò e, pertanto, nel novembre 1965, fu privato del titolo da WBA e WBC (ma non dalla Commissione dello Stato di New York e la rivista Ring Magazine). Le due principali federazioni, quindi, autorizzarono un incontro tra Horacio Accavallo (n. 2 degli sfidanti) e l'altro giapponese Katsuyoshi Takayama (n. 3) per l'attribuzione della cintura da esse considerata vacante. 
Il 1º marzo 1966 al Nippon Budokan di Tokyo, Accavallo, ormai trentenne, conquistò il titolo mondiale WBA e WBC dei pesi mosca. Takayama guadagnò il centro del ring ancor prima del suono della campana del primo round, mentre l'argentino, dandogli le spalle, era intento a sistemarsi il paradenti. Al suono iniziale, nel momento in cui Accavallo si girava, il giapponese gli assestò un violento colpo in faccia. L'argentino tuttavia resistette e cominciò a fare il suo match. Vinse chiaramente il quarto round e nel quinto assestò un potente gancio sinistro doppiato dal destro allo stomaco dell'avversario. Nell'ottavo e nono round il giapponese riuscì a riprendersi. Al termine dei 15 round, Accavallo vinse l'incontro ai punti e conquistò finalmente il titolo mondiale dei pesi mosca. Solo il giudice giapponese aveva visto Takayama vincitore per un punto; per gli altri due aveva prevalso Accavallo, rispettivamente per quattro e sette punti.
Difese il titolo mondiale per la prima volta il 15 luglio 1966 allo stadio Luna Park, in Argentina, contro l'altro giapponese Hiroyuki Ebihara che fu sconfitto ai punti in 15 riprese con decisione unanime, da parte dei tre giudici argentini. La seconda difesa fu il 10 dicembre 1966, in casa, contro il messicano Efren Torres ma, stavolta, il suo titolo era riconosciuto valido soltanto dalla WBA. Nonostante un'abbondante ferita, Accavallo fu superiore e mantenne la cintura dei pesi mosca ai punti con decisione unanime.
Il 21 febbraio 1967, a Tokyo, subì la seconda sconfitta in carriera (unica prima del limite) da Kiyoshi Tanabe, per Kot al sesto round di un match senza titolo in palio. L'11 agosto 1967 fu costretto a concedere la rivincita al giapponese Ebihara. Nello stadio Luna Park, Accavallo lo sconfisse nuovamente e ancora con decisione non unanime anche se più chiara della precedente. Un giudice, infatti, si espresse per il pari. Fu il suo ultimo incontro. Accavallo si ritirò dalla boxe a trentatré anni, ancora in possesso, come i grandi campioni della boxe, del titolo mondiale, sia pur riconosciuto dalla sola WBA. Nel 1980, nella prima edizione dei Konex Awards, è stato riconosciuto come uno dei cinque migliori pugili argentini della storia.

### Vita extrasportiva
Nel 1968 recitò nel film argentino Destino para dos dove interpreta se stesso. Dopo il ritiro seppe amministrare e ben gestire quanto accumulato in carriera, assicurandosi il futuro. È morto il 13 settembre 2022 a 87 anni. Al momento della morte viveva con la moglie Ana María Sawicz e la nipote Gala Gooderham.